# Joseph Benz
Pour les articles homonymes, voir Benz.
Joseph Benz, né le 20 mai 1944 à Zurich et mort le 5 février 2021, est un bobeur suisse ayant notamment remporté quatre médailles aux Jeux olympiques et huit aux championnats du monde en bob à deux et à quatre avec le pilote Erich Schärer.

## Biographie
Joseph Benz participe aux Jeux olympiques d'hiver de 1976 organisés à Innsbruck en Autriche. Il remporte l'argent en bob à quatre avec Erich Schärer, Ulrich Bächli et Rudolf Marti ainsi que le bronze en bob à deux avec Schärer. Aux Jeux olympiques d'hiver de 1980, à Lake Placid aux États-Unis, il est champion olympique en bob à deux et à nouveau médaillé d'argent en bob à quatre avec les mêmes coéquipiers. Benz remporte aussi huit médailles aux championnats du monde : l'or en 1975 à Cervinia et l'argent en 1977 à Saint-Moritz en bob à quatre, l'or à deux et l'argent à quatre en 1978 à Lake Placid, l'or à deux et le bronze à quatre en 1979 à Königssee et le bronze à deux et à quatre en 1981 à Cortina d'Ampezzo. Il pratique également l'athlétisme.
Après sa carrière, Joseph Benz occupe plusieurs postes à la Fédération internationale de luge de course : il est président de la commission de la jeunesse jusqu'en 2012 et président de la commission sportive pour la luge sur piste artificielle depuis 2008.

## Palmarès

### Jeux Olympiques
- : médaillé d'or en bob à 2 aux JO 1980.
- : médaillé d'argent en bob à 4 aux JO 1976 et JO 1980.
- : médaillé de bronze en bob à 2 aux JO 1976.

### Championnats monde
- : médaillé d'or en bob à 2 aux championnats monde de 1978 et 1979.
- : médaillé d'or en bob à 4 aux championnats monde de 1975.
- : médaillé d'argent en bob à 4 aux championnats monde de 1977 et 1978.
- : médaillé de bronze en bob à 4 aux championnats monde de 1979 et 1981.
- : médaillé de bronze en bob à 2 aux championnats monde de 1981.